# Jaime Truyols Santonja
Jaime Truyols Santonja (Sabadell, 18 de marzo de 1921 - Oviedo, 28 de agosto de 2013) fue un paleontólogo español, primer presidente de la Sociedad Española de Paleontología

## Biografía
Se licenció en Ciencias Naturales en 1945 en la Universidad de Barcelona, y se doctoró en Ciencias Geológicas por la Universidad de Oviedo en 1962. Entre 1945 y 1961 trabajó en el Instituto Laboral de Sabadell y se trasladó a Oviedo en 1961, donde residió. Allí fue profesor adjunto de Paleontología hasta el año 1964 cuando se alcanzó la cátedra de esta especialidad. Desde 1945 fue investigador especializado en la fauna fósil de las series paleozoicas de la cordillera Cantábrica. Fue director del Departamento de Paleontología de la Universidad de Oviedo hasta su integración en el de Geología. Se jubiló en 1987 pero siguió impartiendo clases de las asignaturas de paleontología y participando en conferencias y palestras.
Fue miembro de la Real Academia de Ciencias Exactas, Físicas y Naturales, del Instituto de Estudios Catalanes y profesor emérito de la Universidad de Oviedo. Publicó más de 250 trabajos de distintas materias de su especialidad y tiene múltiples taxones dedicados. Su hija, Montserrat Truyols-Massoni, es profesora titular en el área de Paleontología, en la Universidad de Oviedo.

## Homenajes
- El 14 de diciembre de 1999, el Ayuntamiento de Oviedo dedicó una calle de la ciudad en su memoria.[2]
- En 1999 la Sociedad Española de Paleontología le dedicó un volumen homenaje: un número extraordinario de la revista Revista Española de Paleontología.[3]

## Obra
- López Martínez, N. y Truyols Santonja, J. (1994). Paleontología. Conceptos y métodos. Editorial Síntesis. Ciencias de la vida, 19. p. 334. ISBN 84-7738-249-2.